# كلب الذئب سارلوس
كلب الذئب سارلوسس (بالإنجليزية: Saarloos wolfdog)‏ وهو أحد أنواع الكلاب الهجينة مع الذئاب.

## التاريخ
ظهر هذا النوع من الكلاب في هولندا سنة 1935 حيث اهتم المزارعون بتربية كلاب الراعي الألمانية وقامو بتهجينها مع الذئاب الأوروبية فظهر هذا النوع من الكلاب الذي يتميز بالشراسة والقوة.

## علم الوراثة
في عام 2015، وجدت دراسة أن كلب الذئب سارلوس أظهر ارتباطًا وراثيًا أكثر مع الذئب الرمادي أكثر من أي سلالة أخرى، وهو ما يتفق مع التزاوج التاريخي الموثق مع الذئاب الرمادية في هذا الصنف. في عام 2016، وجدت دراسة رئيسية عن الحمض النووي للكلاب المنزلية وجود انقسام عميق بين كلب الذئب سارلوس وكل الكلاب الأخرى، مما سلط الضوء على انحدارها من عبور الرعاة الألمانية مع الذئاب الأسيرة في 1930، ثم تبعها انقسام آخر بين الكلاب من أصل أوروبي وشرقي أوروبي أوروبي غربي.

## الحجم والمظهر
يتميز هذا النوع من الكلاب بالحجم الكبير إلى حد ما حيث يصل إلى 76 سم فقط في الكتف ويتميز بالجسم الرياضي ويكون قليل الشعر وطيل وله عضلات قوية ما عدا الاقدام تكون خفيفة وهذا يساعدة على التحرك بسرعة ويكون لون شعرة من الابيض إلى الرمادي حيث يكون لونة مشابة للون الذئاب وغيرها من المميزات لعذا الكلب وخاصة شكلة شكل الذئب

## تدريب
هذا الصنف يحتاج إلى التنشئة الاجتماعية الشاملة قبل الأسبوع الثاني عشر من العمر لضمان السلوك الاجتماعي الإيجابي.

## طالع ايضاً
- كلب
- كلب المراعي الأسترالي
- ذئب رمادي
- كلب الذئب التشيكوسلوفاكي